# Kurt Auhagen
Kurt Richard Paul Ludewig Auhagen, auch Curt Richard Paul Ludewig Auhagen (geboren 14. August 1870 in Hannover; gestorben 10. Februar 1923 in Düsseldorf), war ein deutscher Architekt, Regierungsbaumeister und Postbaurat.

## Leben

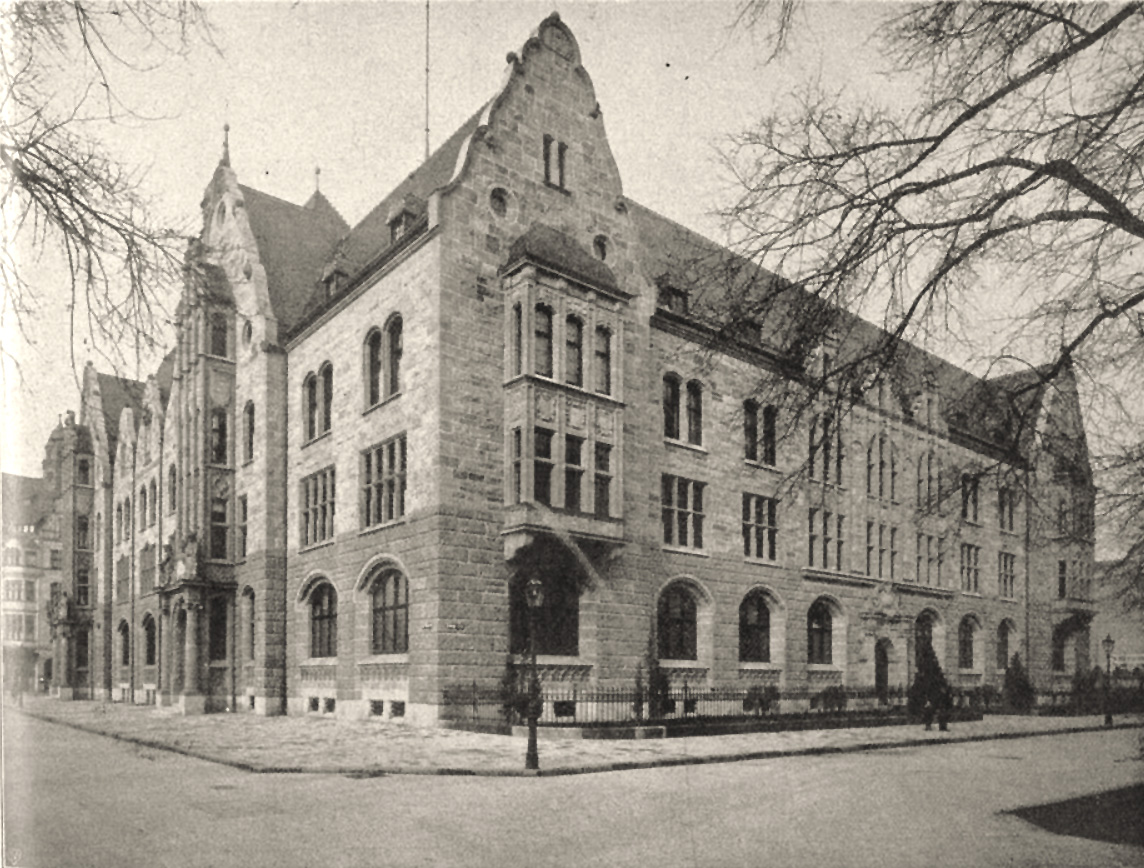
Gebäude der 1908 in fertiggestellten Ober-Postdirektion zu Düsseldorf

Kurt Auhagen war Sohn des Georg Wilhelm Auhagen, Vorsteher der Privatschule Institut Auhagen. Er wurde 1870 in der evangelisch-lutherischen Garten-Kirchengemeinde getauft und besuchte ab 1881 das hannoversche Kaiser-Wilhelms Gymnasium. Nach seinem Reifezeugnis Ostern 1890 begann er im selben Jahr ein Studium an  der Technischen Hochschule (TH) in Hannover als Schüler von Conrad Wilhelm Hase. 1895 wurde er Mitglied in der von Hase gegründeten Bauhütte zum weißen Blatt, im selben Jahr verließ er die TH und wirkte er zunächst als Regierungsbauführer, ab 1900 als Regierungsbaumeister.
Nach seiner Entlassung aus dem Staatsdienst 1902 auf eigenen Wunsch übernahm Auhagen das Amt des Postbauinspektors in Düsseldorf. Dort wurde er  Mitglied im Architekten- und Ingenieur-Verein zu Düsseldorf und war als Kaiserlicher Regierungsbaumeister ab 1905 zuständig für den Bau des mit roten und gelben Klinkern verblendeten Neubaus der Ober-Postdirektion.
Ab 1912 übernahm Auhagen zudem die Aufgaben des Postbaurats in Düsseldorf.
Kurt Auhagen starb im Alter von nur 52 Jahren.

## Schriften
- Geschichte der Burschenschaft Germania in den fünf ersten Jahren ihres Bestehens 1891–96. [o.O (Düsseldorf)], 1896.